# Les Bâties
Les Bâties település Franciaországban, Haute-Saône megyében. Lakosainak száma 76 fő (2022. január 1.). Les Bâties Vaux-le-Moncelot, Frasne-le-Château, Fretigney-et-Velloreille, La Vernotte és La Romaine községekkel határos.

## Népesség
A település népességének változása:
| Lakosok száma | 78   | 80   | 79   | 78   | 77   | 76   | 76   | 76   |
|               | 2013 | 2015 | 2017 | 2018 | 2019 | 2020 | 2021 | 2022 |